# Aleuroglandulus
Aleuroglandulus is een geslacht van halfvleugeligen (Hemiptera) uit de familie witte vliegen (Aleyrodidae), onderfamilie Aleyrodinae.
De wetenschappelijke naam van dit geslacht is voor het eerst geldig gepubliceerd door Bondar in 1923. De typesoort is Aleuroglandulus subtilis.

## Soorten
Aleuroglandulus omvat de volgende soorten:
- Aleuroglandulus inanis Martin, 2005
- Aleuroglandulus magnus Russell, 1944
- Aleuroglandulus striatus Sampson & Drews, 1941
- Aleuroglandulus subtilis Bondar, 1923